# Nikopol: Secrets of the Immortals
Nikopol: Secrets of the Immortals este un joc de aventură lansat în 2008, dezvoltat de White Birds Productions și publicat de Meridian4. Jocul este bazat pe trilogia grafică „Nikopol” scrisă și ilustrată de celebrul artist francez Enki Bilal. Acțiunea jocului combină elemente de science fiction și fantasy, aducând jucătorii într-un univers distopic plin de mistere și provocări intelectuale.

## Poveste
Povestea jocului se desfășoară într-un Paris distopic al anului 2023, unde societatea este condusă de un regim totalitar. Jucătorul preia rolul lui Alcide Nikopol, fiul unui astronaut exilat care descoperă că tatăl său, pe care îl credea mort, s-ar putea întoarce pe Pământ. Într-o lume în care zeii egipteni au revenit și controlează o parte din societate, Alcide se confruntă cu o serie de conspirații și evenimente supranaturale.

## Gameplay
Nikopol: Secrets of the Immortals este un joc de aventură point-and-click, în care jucătorii interacționează cu mediul înconjurător pentru a rezolva puzzle-uri și a avansa în poveste. Jocul se concentrează pe explorarea detaliată a diferitelor locații și pe interacțiunea cu diverse personaje.

### Caracteristici principale
1. Puzzle-uri provocatoare: Jocul este renumit pentru puzzle-urile sale complexe care necesită gândire critică și atenție la detalii.
2. Grafică impresionantă: Stilul artistic al lui Enki Bilal este recreat fidel în joc, oferind o experiență vizuală unică.
3. Atmosferă captivantă: Muzica și efectele sonore contribuie la crearea unei atmosfere imersive, potrivite universului distopic în care se desfășoară acțiunea.
4. Poveste bogată: Jocul oferă o narațiune complexă, plină de răsturnări de situație și intrigi politice și supranaturale.

## Dezvoltare
Nikopol: Secrets of the Immortals a fost dezvoltat de White Birds Productions, un studio fondat de Benoît Sokal, un alt renumit creator de jocuri de aventură, cunoscut pentru seria Syberia. Colaborarea cu Enki Bilal a adus un plus de autenticitate și profunzime jocului, reflectând fidel universul creat de acesta în seria sa de benzi desenate.

## Primire
Jocul a fost primit cu recenzii mixte, criticii apreciind fidelitatea față de materialul sursă și complexitatea puzzle-urilor, dar criticând uneori dificultatea ridicată și anumite aspecte ale gameplay-ului. Cu toate acestea, a câștigat o bază de fani dedicată, în special în rândul iubitorilor de aventuri grafice și al fanilor lui Enki Bilal.

## Moștenire
Nikopol: Secrets of the Immortals este un joc de aventură captivant care combină elemente de science fiction și fantasy într-un mod unic. Cu o poveste intrigantă, puzzle-uri provocatoare și o atmosferă imersivă, jocul oferă o experiență memorabilă pentru cei pasionați de gen. Deși poate fi dificil pentru unii jucători, fidelitatea față de universul lui Enki Bilal și originalitatea sa îl fac un titlu demn de explorat.